# Tepe Szialk
Tepe Szialk (perzsa nyelven: تپه سیلک), egy nagy ókori régészeti lelőhely (Tepe, "hegy" vagy "halom") Irán középső részén, Iszfahán tartományban, Kásán külvárosában. A terület lakott kultúrája a Zayandeh folyó kultúrájához kapcsolódik.

## Története

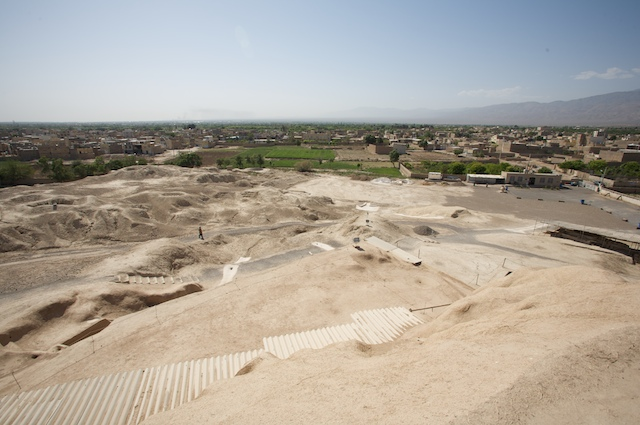
Tepe Szialk látképe

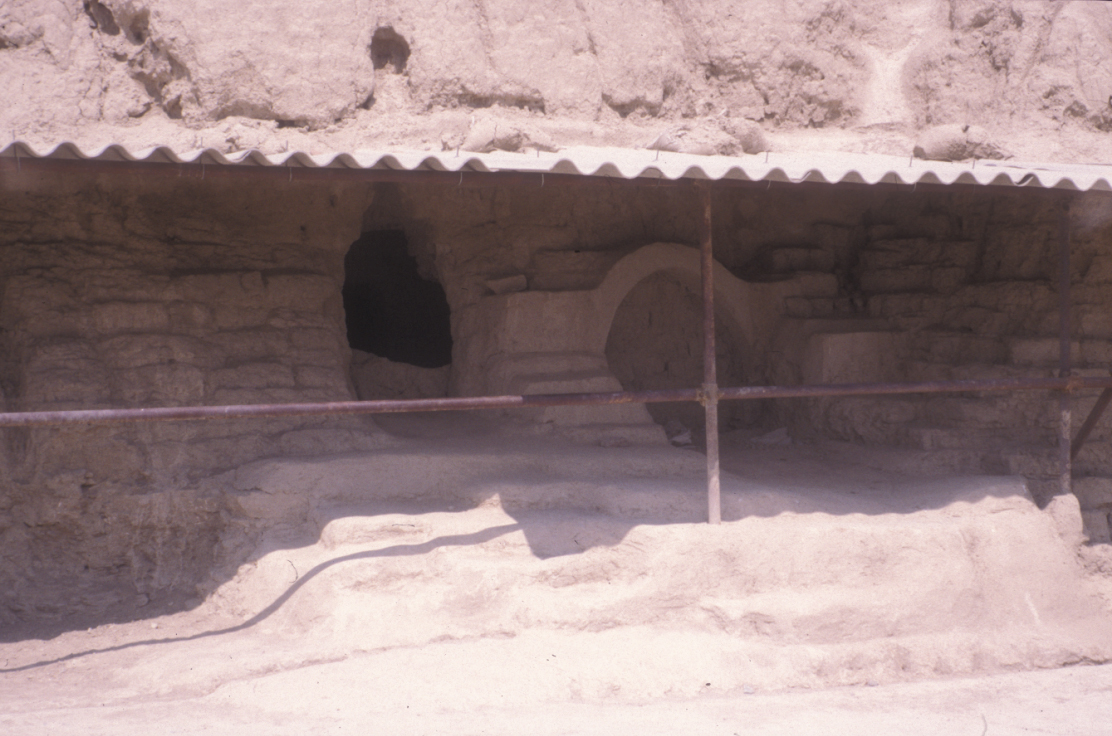

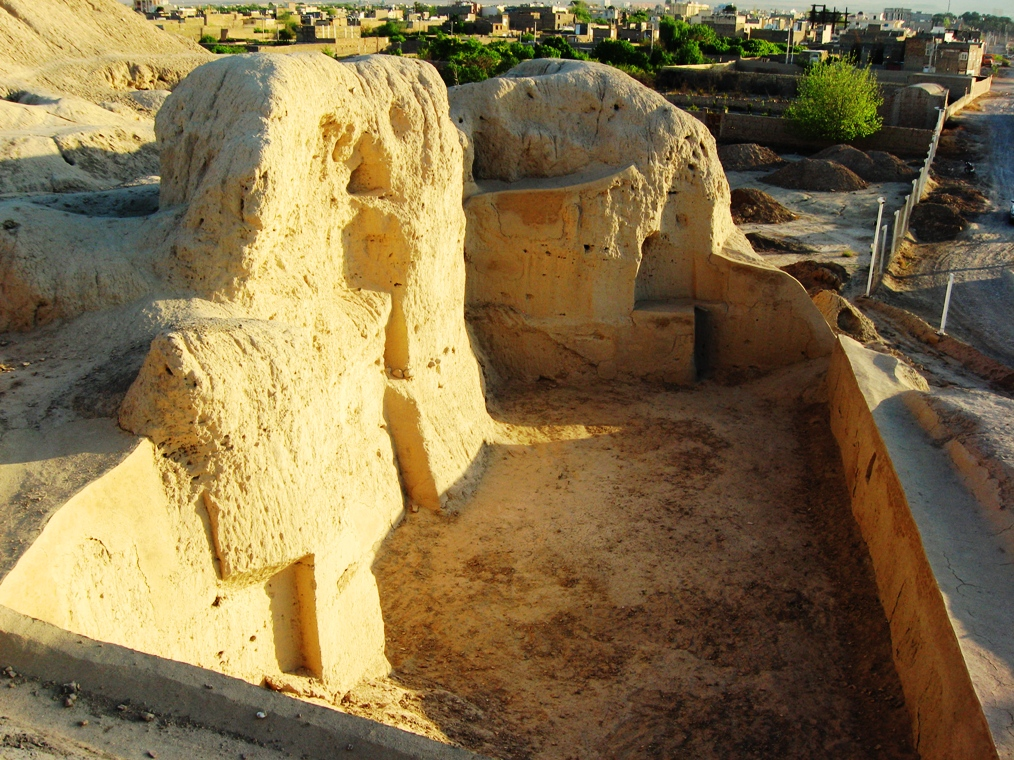

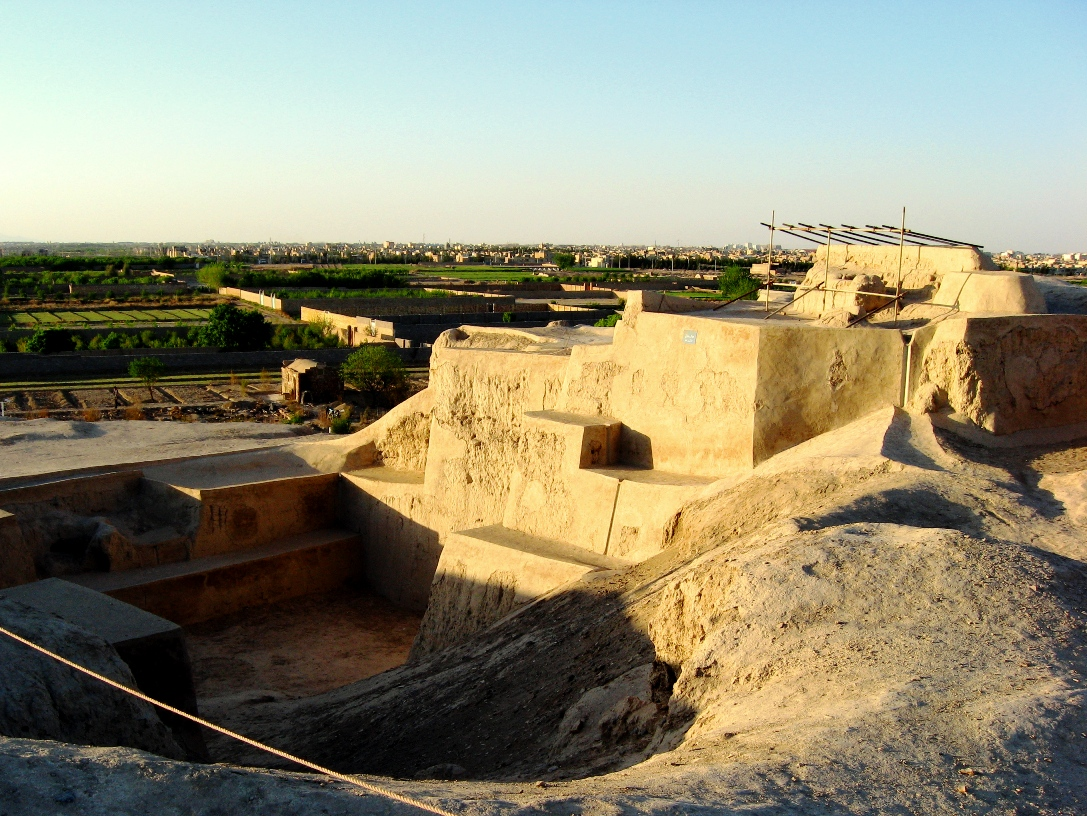

A Szialk zikkurat ie. 3000 körül épült. Irán kulturális örökségének szervezete, a Louvre és az Institut Français de Recherche en Irán  által készített közös tanulmány is igazolja Szialk legrégebbi településeit, amelyek ie. 5500-6000-ig terjedtek.
A Szialk és a környékének területéről úgy gondolják, hogy a közeli, még ma is működő, tiszta nagy vízforrások következtében keletkeztek. A Cheshmeh ye Soleiman ("Salamon tavasz") évezredek óta hoz vizet e térségbe a közeli hegyekről. A 17. században épített Fin kerttel együtt népszerű turisztikai látványosság. A Szafavida-dinasztia királyai vakációikat a fővárosukból távol, itt tartották. Itt is temették el Piruz Nahavandit (Abu-Lu'lu'ah), I. Omár kalifa perzsa gyilkosát. Ezek a maradványok ugyanazon a helyen vannak, ahol Szialk van.

## Régészet
Tepe Szialk feltárását 1933, 1934 és 1937-ben a római Ghirshman és a felesége, Tania Ghirshman vezette. A helyszínre vonatkozó tanulmányokat D.E. McCown, Y. Majidzadeh és P. Amieh végezte. A feltárás folytatása több szezonban 1999 és 2004 között folyt a Pennsylvaniai Egyetem és az Iráni Kulturális Örökség Szervezete által vezetett Sadegh Malek Shahmirzadi úgynevezett Sialk újraértékelése Project során.
Az eredeti ásatások tárgyai többnyire a Louvre-ba kerültek, míg néhány a British Museumba, a New York-i Metropolitan Museum of Artba, az Iráni Nemzeti Múzeumba kerültek, valamint magángyűjtők kezében találhatók.
Ezek a műtárgyak nagyon finom festett fazekakból álltak.

## Északi hegy
Az északi hegy (tell) a legrégebbi; eredete a heted hetedik évezred vége felé nyúlik vissza. A halom két szintből áll: Szialk I (a legidősebb) és Szialk II.
A Szialk I szintű architektúra meglehetősen kezdetleges. Itt fazekasságot tartalmazó sírokat fedezték fel. A kerámia eredetileg meglehetősen durva, majd idővel jobb minőségű lett.
Zagheh archaikus festett árucikkek (kb. 6000-5500 BC) megtalálható a Tepe Szialk I, 1-2 alszintekben. Ez Korai festett áru, amelyet először Tepe Zagheh-ben tártak fel a Qazvin-síkságon.
A 3., 4. és 5. alszakaszokban a kerámiának világos felülete volt festett díszítéssel. Kő vagy csontszerszámokat még mindig használnak.
A Szialk II szintben a fémkohászat első megjelenése látható. A korabeli épületek régészeti anyagai a külvilággal való kapcsolat növelésére utalnak.

## Déli domb
A dél-domb a Szialk III és IV szinteket tartalmazza. Az első, hét részszakaszra osztva, az ötödik évezrednek és a negyedik (ie ie 4000-es év) kezdetének felel meg. Ez az időszak folyamatosan folytatódik az előzővel, az építészetet (öntött téglák, kőhasználat)  kézművességet, különösen kohászati anyagokat tartalmaz.

## Kohászat
A bizonyítékok azt mutatják, hogy a Szialk IV periódusa alatt a Tepe Szialk fontos fémgyártó központ volt Közép-Iránban. Jelentős mennyiségű kohászati maradványt találtak az ásatások során az 1990-es években és később is. Ez nagy mennyiségű salakdarabot, litharge süteményt, valamint tégelyeket és öntőformákat foglal magába.
A Szialk IV szint a negyedik évezred második felében kezdődött, és a harmadik évezred elején elhagyta a telepet. A Szialk IV legrégebbi részszakaszaihoz kapcsolódnak az Uruk és a Jemdet Nasr mesopotámi civilizációi.
Gazdasági táblák numerikus jelekkel. Proto-Elami agyagban, Szúza, Uruk-korszakban (ie 3200-tól 2700-ig). Keleti Régiségek Tanszéke, Louvre.
Később, az anyag hasonló a Szúza III-hoz (Proto-elámita szintű), így ez az, ahol a proto-elámita szint található Szialkban, mint az is bizonyítja, hogy itt néhány proto-elámita agyag táblát is felfedeztek.
A világ legrégebbi zikkurat romjai ugyanazon Szialk IV szinten találhatók.

## Kr. e. második évezred
Több mint egy évezred elhagyása után Szialk helyreállása a második évezred második felében megrekedt. A telephely ezen utolsó szakasza két szakaszra oszlik: Szialk V és Szialk VI. E két szint régészeti anyagát leginkább a két necropoliszban találjuk, nevük A necropolis és B necropolis.
Az első a Szialk V szintet jelöli. Itt fegyverek és egyéb bronz tárgyak, valamint ékszerek és néhány vasalvány találhatók. A kerámia szürkés-fekete vagy piros, néha olyan díszítésekkel, amelyek geometrikus mintázatokból állnak, és összehasonlíthatóak a Gorgan-völgyben található helyekről származó tárgyakkal (Tureng Tepe későbbi szintjei és Hissar) A Tureng Tepe fontos helyszíne Irán ugyanazon területén található, és párhuzamban van Hissarral.

## Galéria

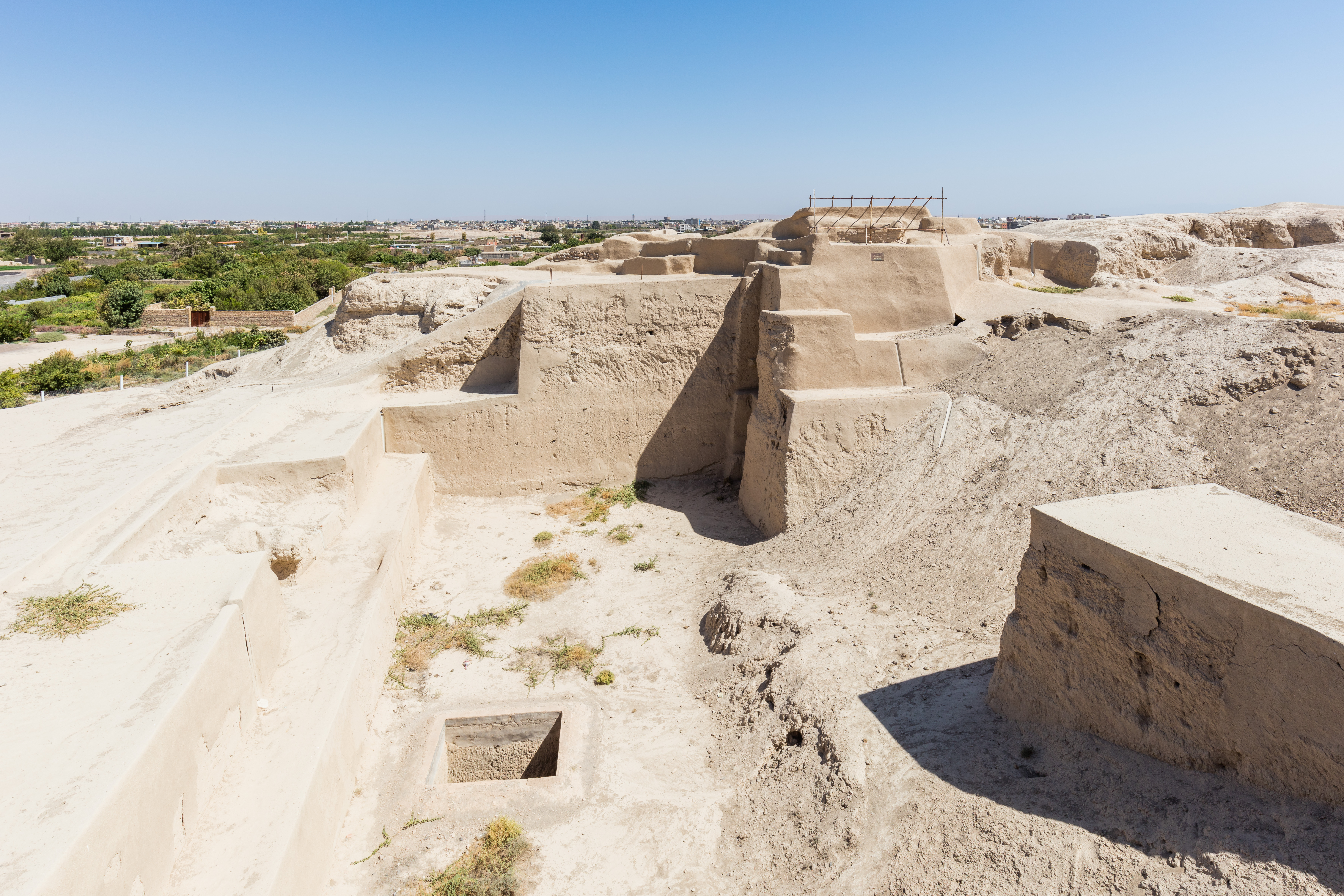
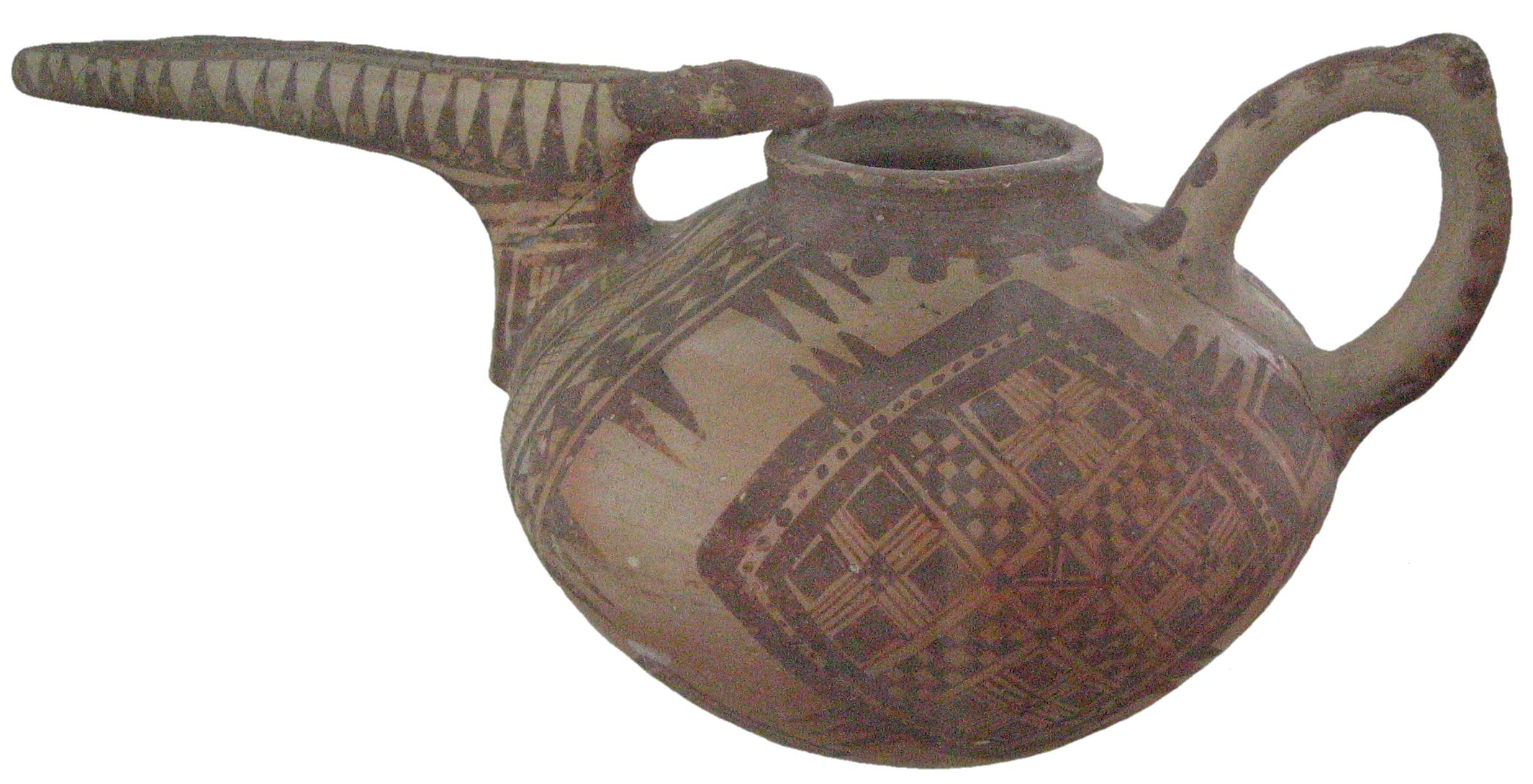
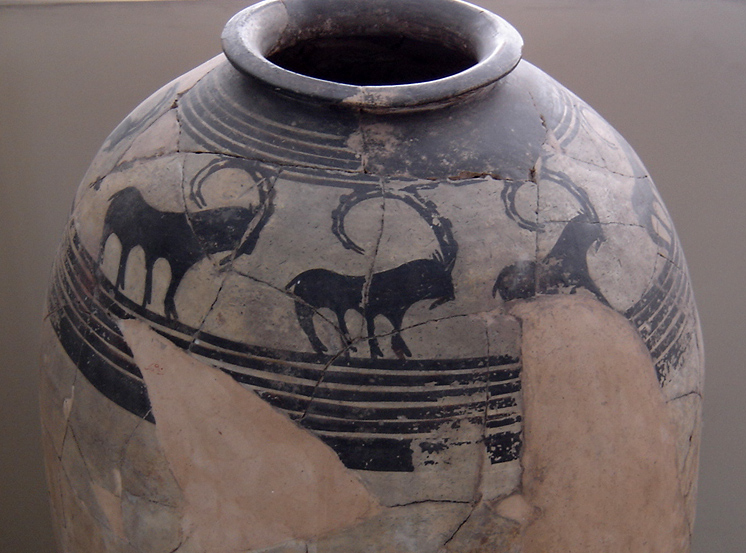
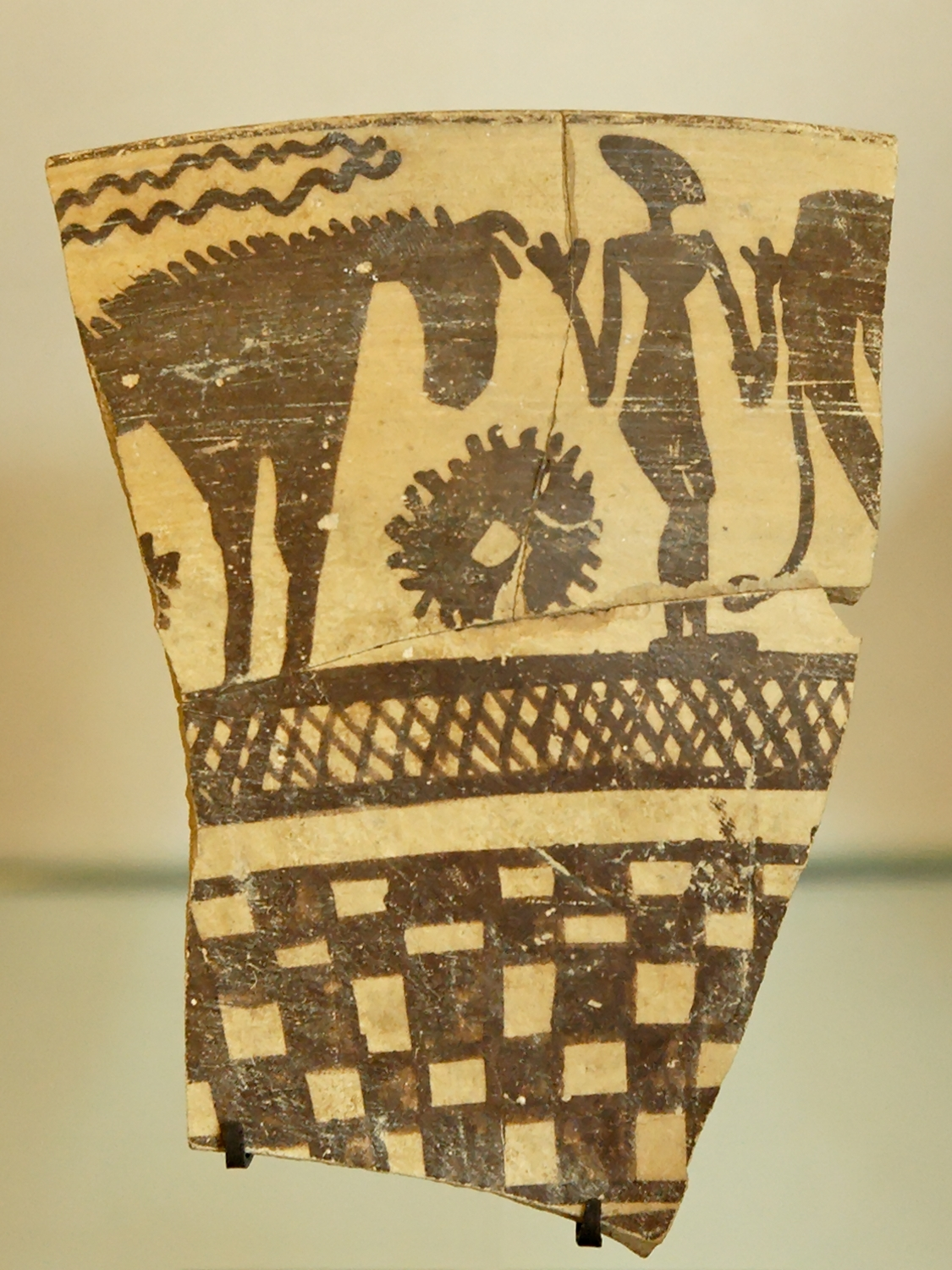
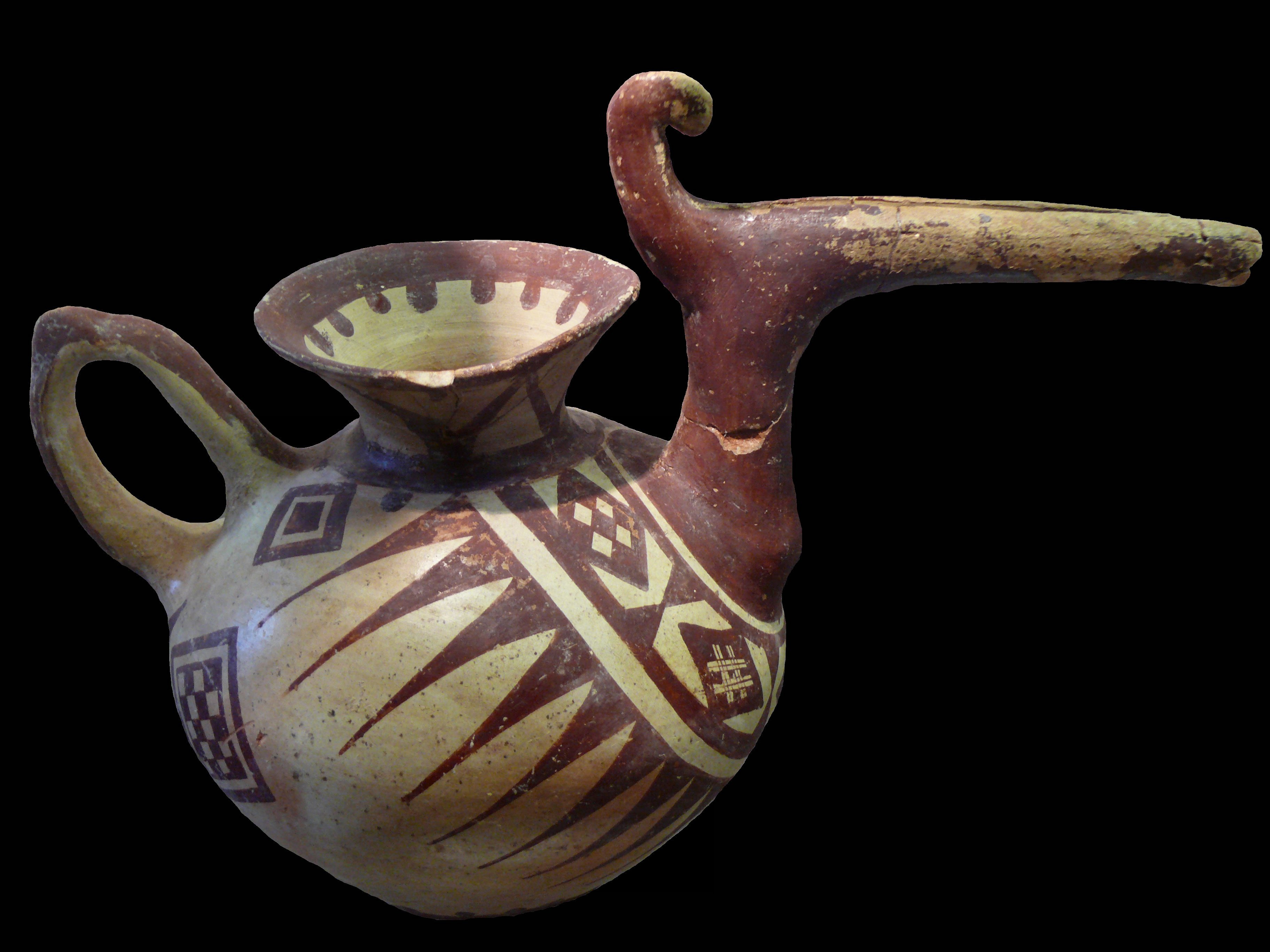
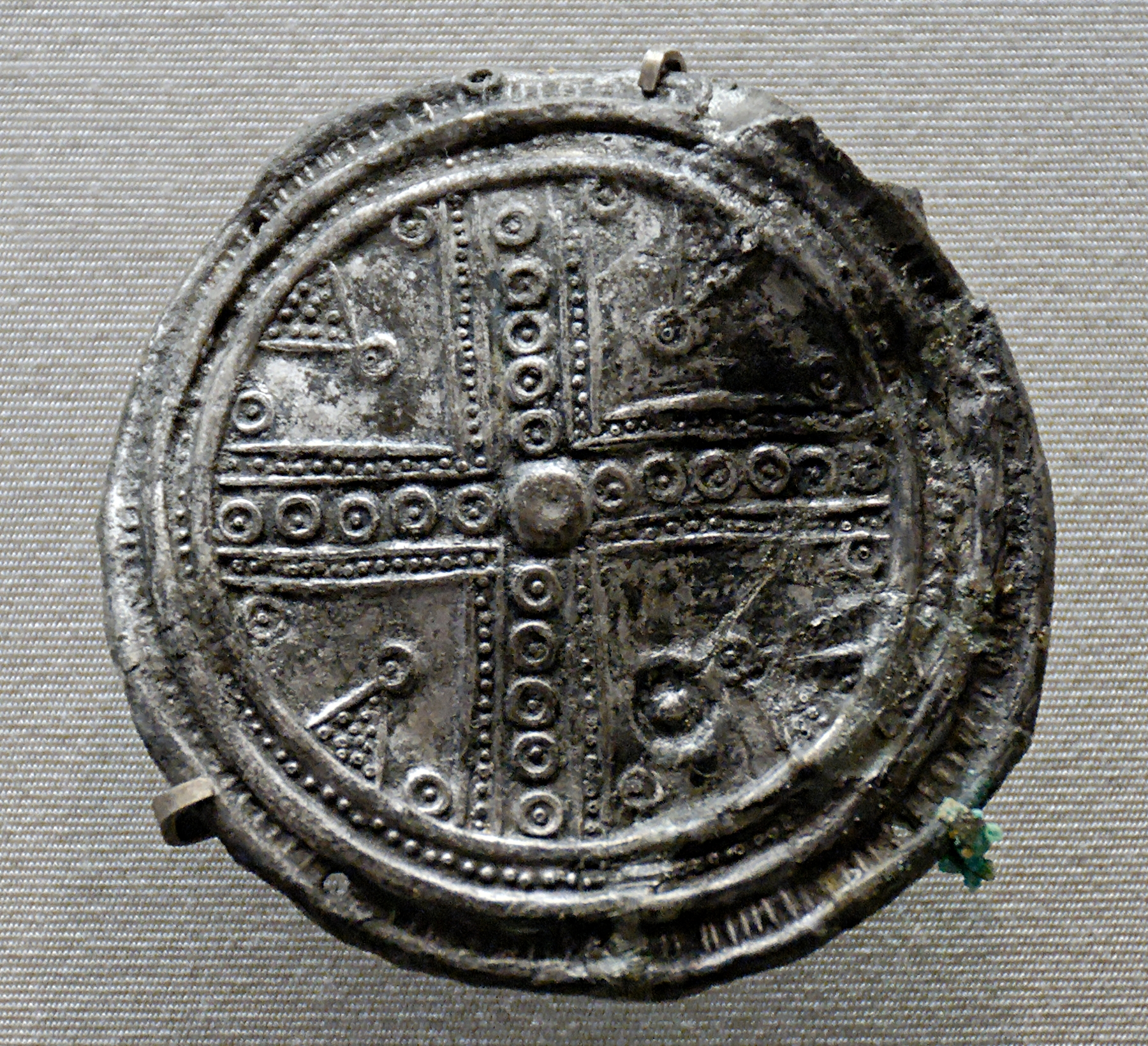
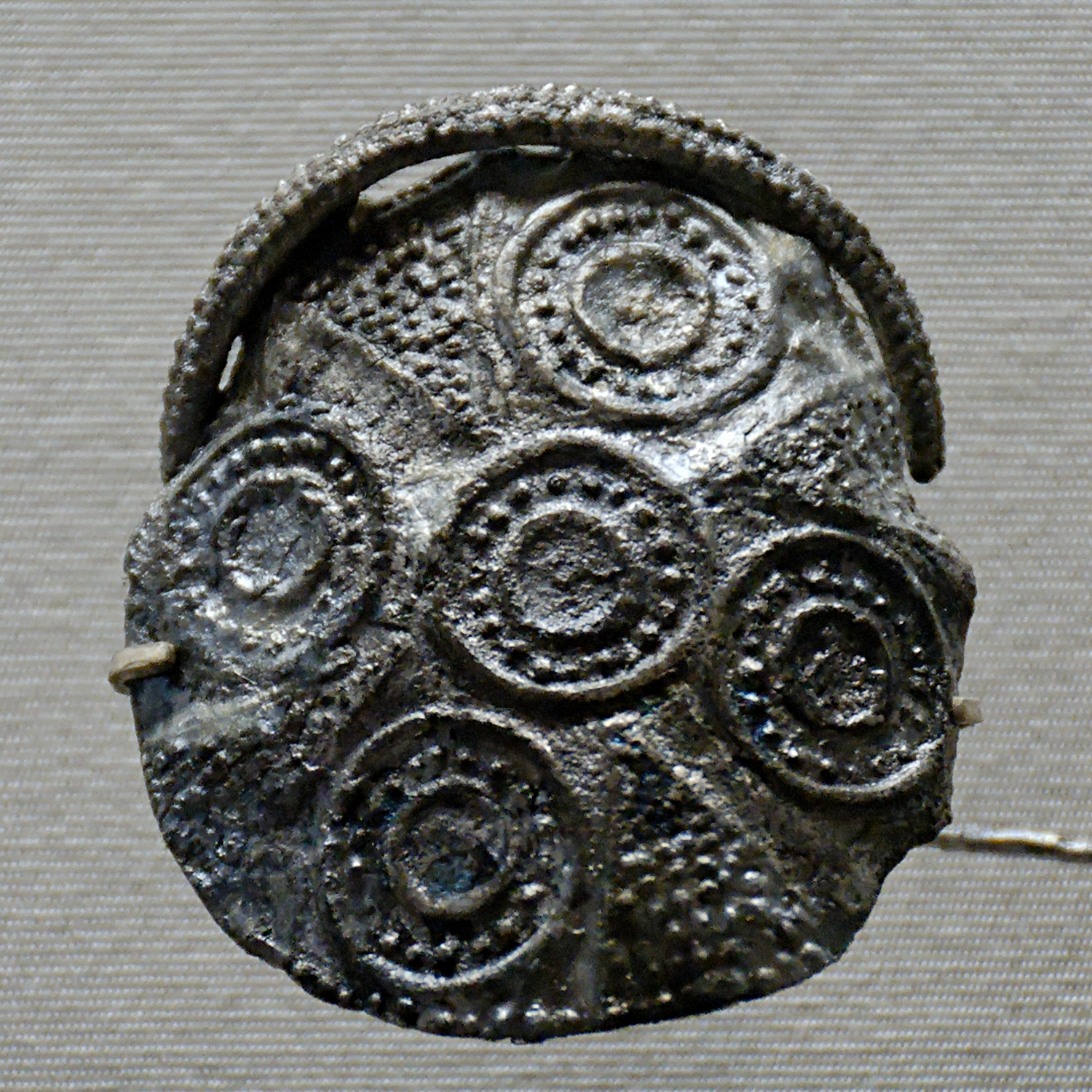
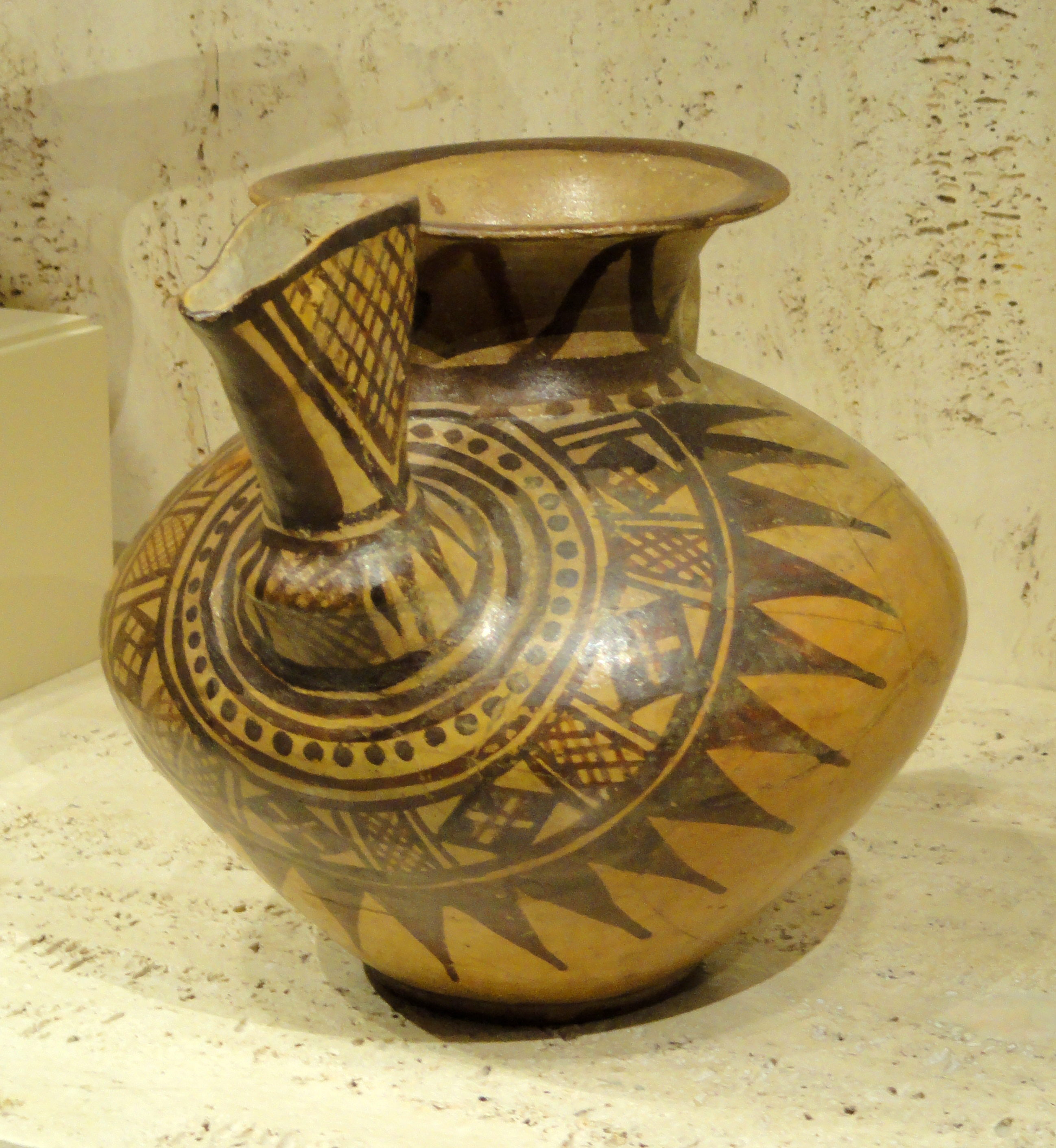